# Enrique Guerrero Salom
Enrique Guerrero Salom (ur. 28 sierpnia 1948 w Carcaixent) – hiszpański polityk, nauczyciel akademicki, poseł do Parlamentu Europejskiego VII i VIII kadencji.

## Życiorys
Doktoryzował się w zakresie nauk politycznych na Uniwersytecie Complutense w Madrycie. Był stypendystą Programu Fulbrighta w Massachusetts Institute of Technology, kształcił się także na University of Strathclyde w Szkocji. Zajmuje stanowisko profesora na Uniwersytecie Complutense.
Od 1987 pełnił różne funkcje w administracji rządowej. Był sekretarzem generalnym Ministerstwa Edukacji i Nauki, dyrektorem gabinetu ministra i wiceministrem w tym resorcie. Po utworzeniu rządu przez José Zapatero był wicedyrektorem gabinetu premiera i doradcą ministra gospodarki Pedra Solbesa. Działa w Hiszpańskiej Socjalistycznej Partii Robotniczej.
W wyborach w 2009 z ramienia PSOE uzyskał mandat deputowanego do Parlamentu Europejskiego. W PE przystąpił do grupy Postępowego Sojuszu Socjalistów i Demokratów, wybrano go też do Komisji Rozwoju. W 2014 został wybrany na kolejną kadencję Europarlamentu.